# 讓·蒂貝里
讓·蒂貝里（法語：Jean Tiberi，發音：[ʒɑ̃ tibeʁi]；1935年1月30日—2025年5月27日），法國政治家，曾擔任巴黎市長。他曾是巴黎第5區首長和巴黎二區的法國國民議會代表。

## 生平
自1983年至1995年5月，蒂貝里是巴黎第5區首長。1995－2001年擔任巴黎市長後，他於2001年又當選第5區首長。
蒂貝里曾擔任法國國民議會議員長達44年。
蒂貝里和他的妻子澤維爾曾于2000年被揭發一些政治醜聞，被指控選舉舞弊。這導致他連任失敗，結束右派在巴黎24年的主政。